# Pinot noir
Pinot noir, spätburgunder, pinot nero – czerwona odmiana winorośli wykorzystywana w przemyśle winiarskim. Nazwę stosuje się również do wina odmianowego wyprodukowanego z tego szczepu.

## Opis
Odmiana o liściach mniejszych niż cabernet sauvignon, ale większych niż syrah. Grona małe, zwarte, stożkowo-cylindryczne, podobne nieco do szyszek. Uważa się, że etymologia nazwy pinot pochodzi właśnie od szyszkowatego kształtu gron. W uprawie ma tendencję do tworzenia wąskich, niezbyt rozłożystych krzewów. Owoce wrażliwe na szarą pleśń, liście podatne na mączniaka i wirusa wachlarzowatości winorośli. Preferuje gleby wapienne, nie lubi zbyt wysokich temperatur w uprawie. Powoduje to, że pinot noir ma opinię szczepu trudnego i kapryśnego, zarówno w uprawie, jak i winifikacji. Najbardziej naturalnym zastosowaniem dla niego jest produkcja wina czerwonego, mającego charakterystyczny, pełny i bogaty, ale nie ciężki smak. Daje wina zazwyczaj o jaśniejszym kolorze niż inne szczepy czerwone (kolor burgunda). W młodym pinot noir można wyczuć najczęściej nuty czerwonych owoców (wiśnia, truskawka, malina, czerwona porzeczka). Starzejące się wino nabiera aromatów korzennych (wanilia, kokos, dym, dąb, cedr, skóra, trufle, cygara - w zależności od beczek użytych do starzenia wina). Produkuje się z niego również wina różowe, a także białe typu blanc de noir (wina produkowane z soku, bez udziału skórki owoców).

## Pochodzenie, klony, krzyżówki
Odmiana pinot noir pochodzi z francuskiej Burgundii, zaś jego uprawa znana jest od dwóch tysięcy lat. U Columelli w De re rustica znajduje się (bardzo zbliżony do charakterystyki współczesnego pinot noir opis winorośli uprawianych na terenie obecnej Burgundii w I wieku naszej ery. Nie jest znane jej pochodzenie.
Austriaccy naukowcy sugerują, że pinot noir może być odmianą powstałą ze skrzyżowania szczepów pinot meunier i traminer, pogląd ten jednak nie znalazł uznania wśród innych enologów. 
Pinot gris jest mutantem somatycznym (pączkowym) szczepu pinot noir, o jasnej barwie owoców. Pinot blanc jest najprawdopodobniej dalszą mutacją szczepu pinot gris. Profile DNA wszystkich szczepów z grupy pinot (gris, blanc, moure i teinturier) są niemal identyczne.
Inny biały mutant pinot noir został wyodrębniony w Burgundii w 1936 i jest uprawiany obecnie na małą skalę pod nazwą pinot gouges (od nazwiska hodowcy).
Pinot liébault jest mutantem o ciemnych owocach, o wyższych i bardziej stabilnych plonach niż pinot noir. Szczep ten jest uprawiany w niektórych częściach Burgundii i autoryzowany do uprawy w niektórych apelacjach AOC.
Pinot wrotham jest angielskim mutantem pinot noir, charakteryzującym się jasnym owłosieniem górnej powierzchni liści i szczególną odpornością na mączniaka. Szczep ten został pozyskany ze stanowiska w miejscowości Wrotham w hrabstwie Kent. Według spekulacji brytyjskich enologów winorośl ta najprawdopodobniej została zaintrodukowana w czasach rzymskich. Początkowo był porównywany z pinot meunier, od którego różni się jednak wcześniejszym dojrzewaniem i wyższą zawartością cukru. W latach 80. XX wieku pinot wrotham został sprowadzony do Kalifornii (dolina Napa).

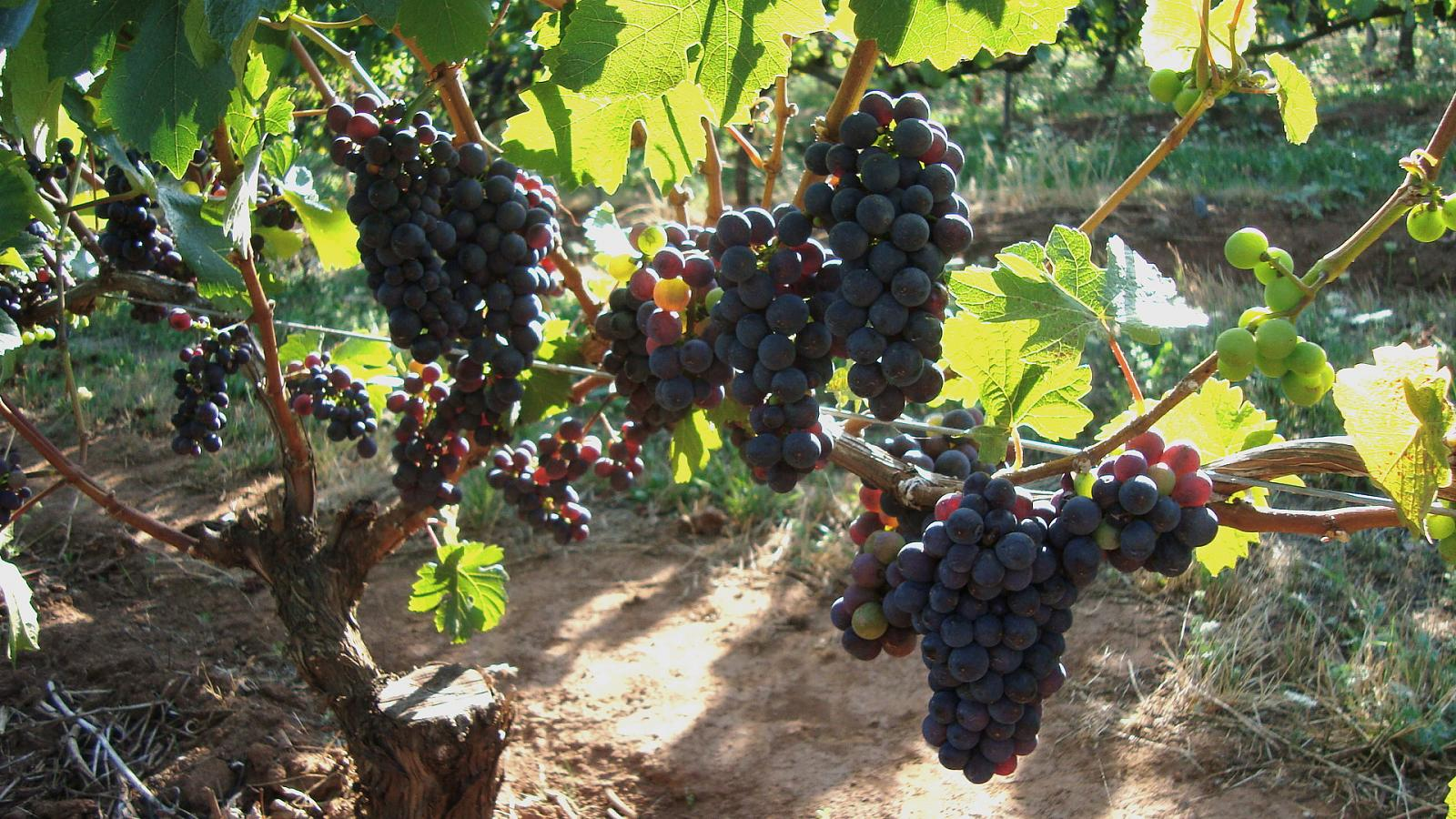
Pinot noir

Pinot noir ma długą historię uprawy i wydaje się być szczepem szczególnie podatnym na mutacje. W samej Francji istnieje bardzo wiele lokalnych klonów pinot noir, z czego ponad 50 jest oficjalnie wyróżnionych i opisanych.
Gamay beaujolais (nie mylić z gamay) jest wcześnie dojrzewającym, kalifornijskim klonem pinot noir, uprawianym jedynie w Nowym Świecie. Pinot noir précoce (frühburgunder) jest innym, wcześnie dojrzewającym klonem pinot noir, być może identycznym z gamay.
W wiekach średnich w północno-wschodniej Francji uprawne formy pinot noir krzyżowały się spontanicznie z innym powszechnie wówczas uprawianym szczepem gouais blanc. Potomstwo tych krzyżowek charakteryzowało się sporym wigorem (typowym dla hybryd pomiędzy oddalonymi od siebie genetycznie formami rodzicielskimi). Mieszańce te dały początek wielu uprawianym do dziś szczepom, między innymi chardonnay, aligoté, auxerrois, gamay i melon.
W 1925 w Afryce Południowej pinot noir został skrzyżowany ze szczepem cinsaut (znanym lokalnie pod nazwą hermitage). Uzyskano w ten sposób odmianę pinotage.

## Obszary uprawy

### Francja
Burgundia
Impulsem rozwoju produkcji wina w Burgundii we wczesnym średniowieczu był rozkwit życia monastycznego: wino potrzebne było do celów liturgicznych, a brak dostępu do morza ograniczał możliwości łatwego importu. Pierwszy zapis o nadaniu klasztorowi na własność winnicy pochodzi z czasów króla Guntrama z roku 579, lecz dopiero w czasach pierwszych Karolingów powstały duże przyklasztorne winnice (cystersi w Cluny i benedyktyni w Cîteaux). W 1395 książę Burgundii Filip II Śmiały wydał edykt zakazujący uprawy konkurencyjnego szczepu gamay na terenie księstwa. W ten sposób pinot noir został głównym czerwonym szczepem uprawianym w Burgundii. Choć reguły niektórych burgundzkich AOC dopuszczają 15% udział soku z białych szczepów (chardonnay, pinot blanc, pinot gris), to w praktyce czerwony burgund produkowany jest niemal wyłącznie ze szczepu pinot noir. Według danych z roku 2007 powierzchnia uprawy pinot noir w Burgundii wynosiła 10 499 hektarów, co stanowi 36% powierzchni wszystkich winnic w Burgundii.
Alzacja
W Alzacji pinot noir jest jedynym uprawianym szczepem czerwonym. Najczęściej produkuje się z niego lekkie wino różowe, choć znana jest również jego ciemniejsza wersja (pinot noir rouge). Pinot noir w 2008 zajmował 9,6% powierzchni winnic alzackich (1491 hektarów), co przełożyło się na 108 326 hl wina.
Jura
We francuskim departamencie Jura pinot noir jest jednym z trzech uprawianych szczepów czerwonych i jest używany do produkcji lekkich win czerwonych, zarówno samodzielnie, jak i w połączeniu ze szczepami poulsard i trousseau. Powierzchnia uprawy nie przekracza 185 ha.
Szampania
W Szampanii pinot noir jest używany jako dodatek przy produkcji win musujących produkowanych ze szczepów chardonnay i pinot meunier. Bywa również przerabiany bez domieszek. Takie szampany określa się terminem blanc de noirs. Powierzchnia uprawy pinot noir w Szampanii w 2008 roku wynosiła 12 503  ha.
Dolina Loary
W Dolinie Loary pinot noir uprawiany jest w apelacjach Sancerre, Menetou-Salon, Reuilly i Touraine. Daje lekkie, owocowe wina, spożywane najczęściej nieco schłodzone.

### Inne kraje

#### Austria
W Austrii produkcja pinot noir jest skupiona w Dolnej Austrii (293ha) oraz w Burgenlandzie (278ha). Według statystyk jest to siódmy najbardziej popularny w uprawie szczep czerwonych winogron.

#### Nowa Zelandia
Pinot Noir jest najbardziej popularną w uprawie odmianą czerwonego wina w Nowej Zelandii, i drugą najbardziej popularną w ogóle, po Sauvignon blanc. 
W 2014 roku uprawa pinot noir pokrywała w Nowej Zelandii 5569 hektarów.

#### RPA
W Republice Południowej Afryki pinot noir uprawiany jest w regionie Walker Bay i Elgin. Aktualnie w RPA uprawia się około 1200 hektarów pinot noir, co przekłada się na 1,5% upraw winorośli w całym kraju. The Top 5 Pinot Noir Wine Awards często wyróżnia wina pochodzące z RPA.

#### Włochy
We Włoszech tradycyjnie szczep uprawiany jest w rejonach: Tyrol Południowy, Collio Goriziano, Franciacorta, Oltrepò Pavese, Veneto, Friuli i Trentino. Pierwszy raz odnotowano uprawę pinot noir w Tyrolu Południowym w roku 1838.
Pinot noir również uprawiany jest w: USA, Hiszpanii, Niemczech, Mołdawii, Australii, Słowenii, Argentynie, Kanadzie i Chile.

## Nazewnictwo
Odmiana jest znana pod licznymi innymi nazwami: blauer spätburgunder (Niemcy), pinot nero (Włochy), blauer burgunder (Austria), rulandské modré (Czechy, Słowacja), modri pinot (Słowenia), pinot crni (Chorwacja).